# Paradasys
Paradasys is een geslacht van buikharigen uit de familie van de Cephalodasyidae. De wetenschappelijke naam van het geslacht soort werd voor het eerst geldig gepubliceerd in 1934 door Remane.

## Soorten
- Paradasys bilobocaudus Hummon, 2008
- Paradasys hexadactylus Karling, 1954
- Paradasys lineatus Rao, 1980
- Paradasys littoralis Rao & Ganapati, 1968
- Paradasys pacificus Schmidt, 1974
- Paradasys subterraneus Remane, 1934

### Taxon inquirendum
- Paradasys nipponensis Sudzuki, 1976

### Synoniem
- Paradasys cambriensis (Boaden, 1963) => Psammodasys cambriensis (Boaden, 1963) => Cephalodasys cambriensis (Boaden, 1963) (synonym)
- Paradasys turbanelloides Boaden, 1960 => Psammodasys turbanelloides (Boaden, 1960) => Cephalodasys turbanelloides (Boaden, 1960) (synonym)